# Пахарєва Надія Олексіївна
Надія Олексіївна Пахарєва (20 грудня 1924, Балаково) — 1998)  — українська вчена-математик, кандидат фізико-математичних наук, завідувач кафедри математичної фізики механіко-математичного факультету Київського університету у 1958—64 та 1969—73 роках.

## Життєпис
Народилась у місті Балаково Саратовської області. Закінчила Хвалинське педагогічне училище.
Учасник німецько-радянської війни.
Після завершення бойових дій навчалась на фізико-математичному факультеті Саратовського університету.
1952 року почала працювати на кафедрі математичної фізики механіко-математичного факультету Київського університету: асистент, старший викладач, доцент, кафедри математичної фізики.
Кандидатська дисертацію «Метод мажорантних областей в теорії фільтрації» (науковий керівник —  член-кореспондент АН УРСР Георгій Положій).